# ضریب ته‌نشینی
ضریب ته‌نشینی (s) یک ذره، ته‌نشینی آن را در هنگام سانتریفیوژ مشخص می‌کند. این ضریب برابر با نسبت سرعت ته‌نشینی ذرات به شتابی است که باعث ایجاد ته‌نشینی می‌شود.
{\displaystyle s={\frac {v_{t}}{a}}}
سرعت ته‌نشینی {\displaystyle v_{t}} (بر حسب متر بر ثانیه) همچنین سرعت حد است که ثابت است؛ زیرا نیرویی که به واسطه گرانش یا سانتریفیوژ (که نیروی ایجاد شده در اثر اولترا سانتریفیوژ، معمولاً ده‌ها هزار برابر نیروی جاذبه است) به ذره اعمال می‌شود، برابر با مقاومت ویسکوز مایعی (به‌طور معمول آب) است که ذره در آن حرکت می‌کند. شتاب اعمال شده a (بر حسب m/s2) می‌تواند شتاب گرانشی g و یا شتاب گریز از مرکز {\displaystyle \omega ^{2}r} باشد. در مورد دوم، {\displaystyle \omega } سرعت زاویه ای روتور و r فاصلهٔ ذره تا محور روتور (شعاع) است.
مقاومت ویسکوز توسط قانون استوکس داده شده‌است: ۶πηr0v، که در آن، η ویسکوزیته متوسط، r0 شعاع ذره و v سرعت ذره است.
نیروی گریز از مرکز با این معادله داده شده‌است: mrω 2، که r فاصله ذره از محور دوران است. هنگامی که دو نیروی چسبناک و گریز از مرکز در تعادل باشند، ذره با سرعت ثابت (سرعت حد) حرکت می‌کند. سرعت حد توسط معادله داده می‌شود:
{\displaystyle {v_{t}}={\frac {mr\omega ^{2}}{6\pi \eta r_{0}}}}
با تعریف s، رابطه نهایی زیر بدست می‌آید:
{\displaystyle s={\frac {v_{t}}{r\omega ^{2}}}={\frac {m}{6\pi \eta r_{0}}}}
ضریب ته‌نشینی از جنس زمان است و واحد زمانِ سودبرگ برای آن تعریف شده‌است که یک سودبرگ برابر با ۱۳-۱۰ ثانیه است. ضریب ته‌نشینی، نسبت جرم ته‌نشینی یک ذره به شتاب اعمال شده به آن است. بنابر این رابطه، ضریب ته‌نشینی دیگر به شتاب بستگی ندارد بلکه فقط به خواص ذره و مایعی که در آن معلق است بستگی دارد. ضرایب تهنشینی معمولاً برای ته‌نشینی در آب و در دمای ۲۰ درجه سانتیگراد در منابع آمده‌است.